# Karabinek AEK-971
AEK-971 – rosyjski karabinek automatyczny skonstruowany pod kierownictwem Siergieja Kokszarowa, będący modelem broni dopuszczonym do testów jako następca AK-74M. Używany w niedużych ilościach przez formacje podporządkowane MSW.

## Historia
Na początku lat 80 XX w. ogłoszono w ZSRR konkurs o kryptonimie Projekt Abakan na nowy karabinek automatyczny. Nowy karabinek miał nadal strzelać nabojem 5,45 × 39 mm, ale rozrzut pocisków przy strzelaniu seriami miał być 5–10 razy mniejszy niż w przypadku AK-74. Dodatkowo wymagano aby z nowym karabinkiem można było stosować akcesoria (bagnet, magazynki, granatnik podlufowy itp.) opracowane dla karabinku AK-74.
W konkursie wzięła udział większość biur konstrukcyjnych zajmujących się bronią strzelecką. W celu zmniejszenia rozrzutu próbowano:
- opóźnić zjawisko odrzutu broni do momentu opuszczenia lufy przez pociski.
- zrównoważyć ruch zamka i suwadła ruchem poruszającej się w przeciwnym kierunku przeciwmasy.

W 1987 odbyły się dwie tury prób prototypów, w wyniku których do uzbrojenia wszedł karabinek AN-94. Jedną z odrzuconych ówcześnie konstrukcji był skonstruowany przez S. Kokszarowa karabinek AEK-971, w którym zmniejszenie rozrzutu uzyskano poprzez zastosowanie przeciwmasy poruszającej się w przeciwnym kierunku niż zamek. Pomimo niewdrożenia rezultatów Projektu Abakan, prace nad AEK-971 kontynuowano. Opracowano także wersję tej broni na kalibry 7,62 mm zasilaną z magazynków AK i 5,56 NATO.
W 2006 roku partia karabinków AEK-971 została zamówiona przez rosyjskie MSW.
W grudniu 2014 roku podjęto decyzję, że AEK-971 i AK-12 będą dwoma równorzędnymi karabinkami armii rosyjskiej, które zastąpią starsze karabinki.
W maju 2015 roku, po przeprowadzeniu ostatecznych testów polowych, utrzymano decyzję, że obok AK-12 wojsko będzie zamawiać unowocześnioną wersję AEK-971 o nazwie A-545.

## Opis Techniczny

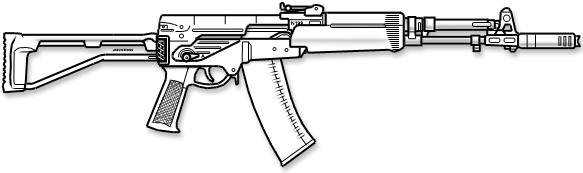

AEK-971 jest bronią samoczynno-samopowtarzalną. Automatyka broni działa na zasadzie odprowadzania gazów prochowych z długim skokiem tłoka gazowego. Zamek ryglowany przez obrót. Jednocześnie z zamkiem porusza się przeciwmasa, która zmniejsza drgania broni wynikające z uderzeń zamka o lufę i tył komory zamkowej. Rękojeść przeładowania po prawej stronie broni, związana z suwadłem. Mechanizm spustowy z przełącznikiem rodzaju ognia. Skrzydełko bezpiecznika/przełącznika rodzaju ognia po lewej stronie komory zamkowej, nad chwytem pistoletowym. Kolba składana na bok broni. Przyrządy celownicze mechaniczne, składają się z muszki i celownika krzywiznowego, broń może być wyposażona w boczny montaż celownika optycznego.

## Wersje

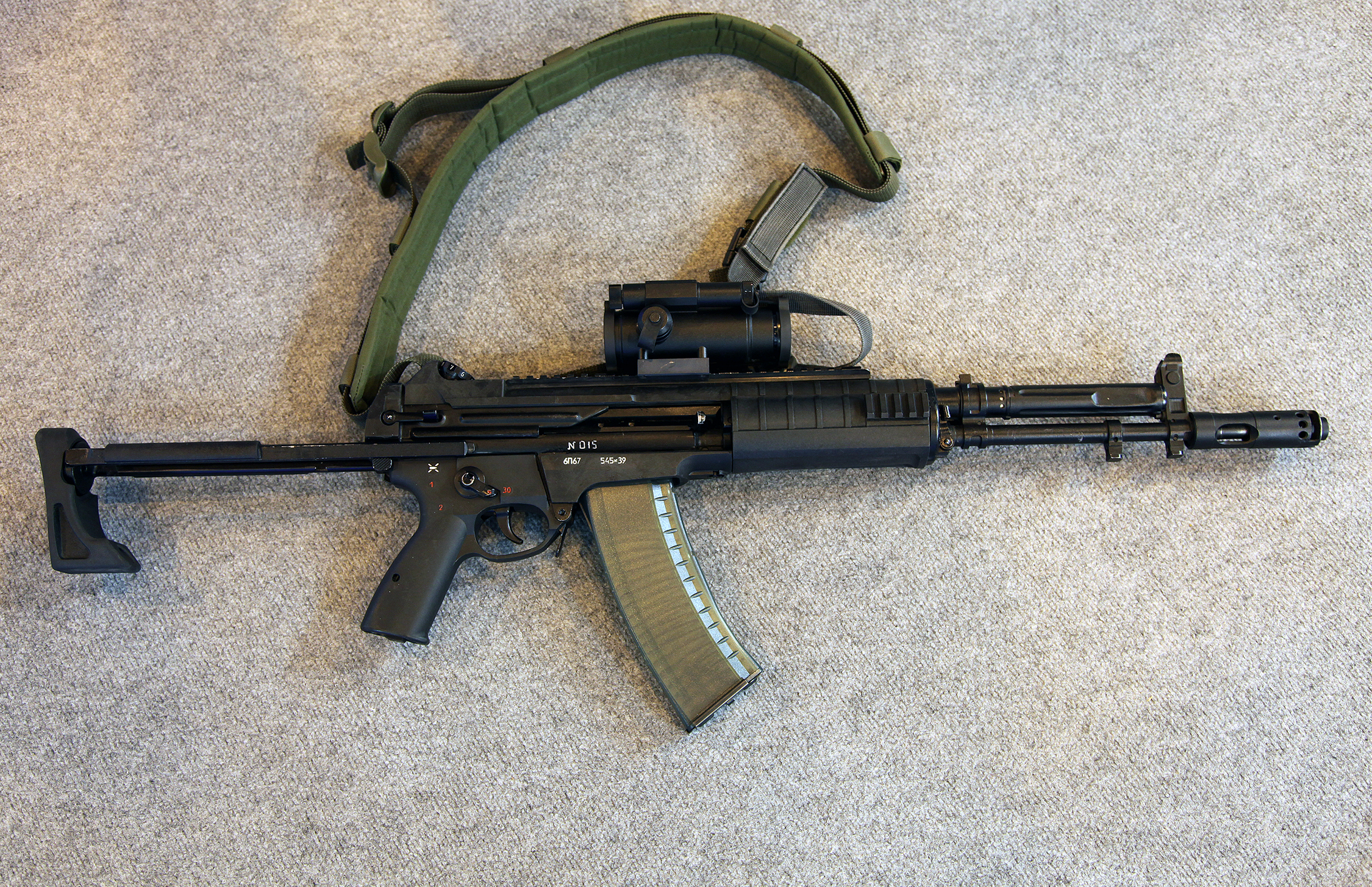
A-545

- AEK-971 – karabinek automatyczny zasilany amunicją 5,45 × 39 mm.
  - AEK-972 – wersja zasilana amunicją 5,56 mm × 45 mm.
  - AEK-973 – wersja zasilana amunicją 7,62 × 39 mm.
- AEK-971S – zmodernizowany AEK-971 z nowym: mechanizmem spustowym, selektorem ognia umiejscowionym po prawej stronie broni (umożliwiającym obsługę kciukiem) oraz wysuwaną kolbą (nie utrudniającą obsługi gdy jest złożona). Broń w tej wersji wyposażona jest w opcję prowadzenia ognia seriami 3-strzałowymi, która zapewnia dwukrotnie wyższą celność niż ogień ciągły w AK-74[3].
  - AEK-973S – wersja zasilana amunicją 7,62 × 39 mm[3].
- A-545 – wersja rozwojowa karabinka AEK-971, zasilana amunicją 5,45 × 39 mm. Względem poprzednika posiada szereg ulepszeń obejmujących budowę wewnętrzną i zewnętrzną. Wyposażony w celownik bębnowy, umieszczony z tyłu broni, dzięki czemu znacznemu wydłużeniu uległa linia celownicza. Bezpiecznik oraz selektor rodzaju ognia umożliwiają przystosowanie zarówno dla strzelców prawo-, jak i leworęcznych. Kolba wysuwana z regulacją długości. Szyna na tzw. „jaskółczy ogon” (do montażu celowników optycznych i kolimatorowych) została zastąpiona szyną Picatinny[4].
  - A-762 – wersja A-545 przystosowana do zasilania amunicją 7,62 × 39 mm[4]